# 화장장

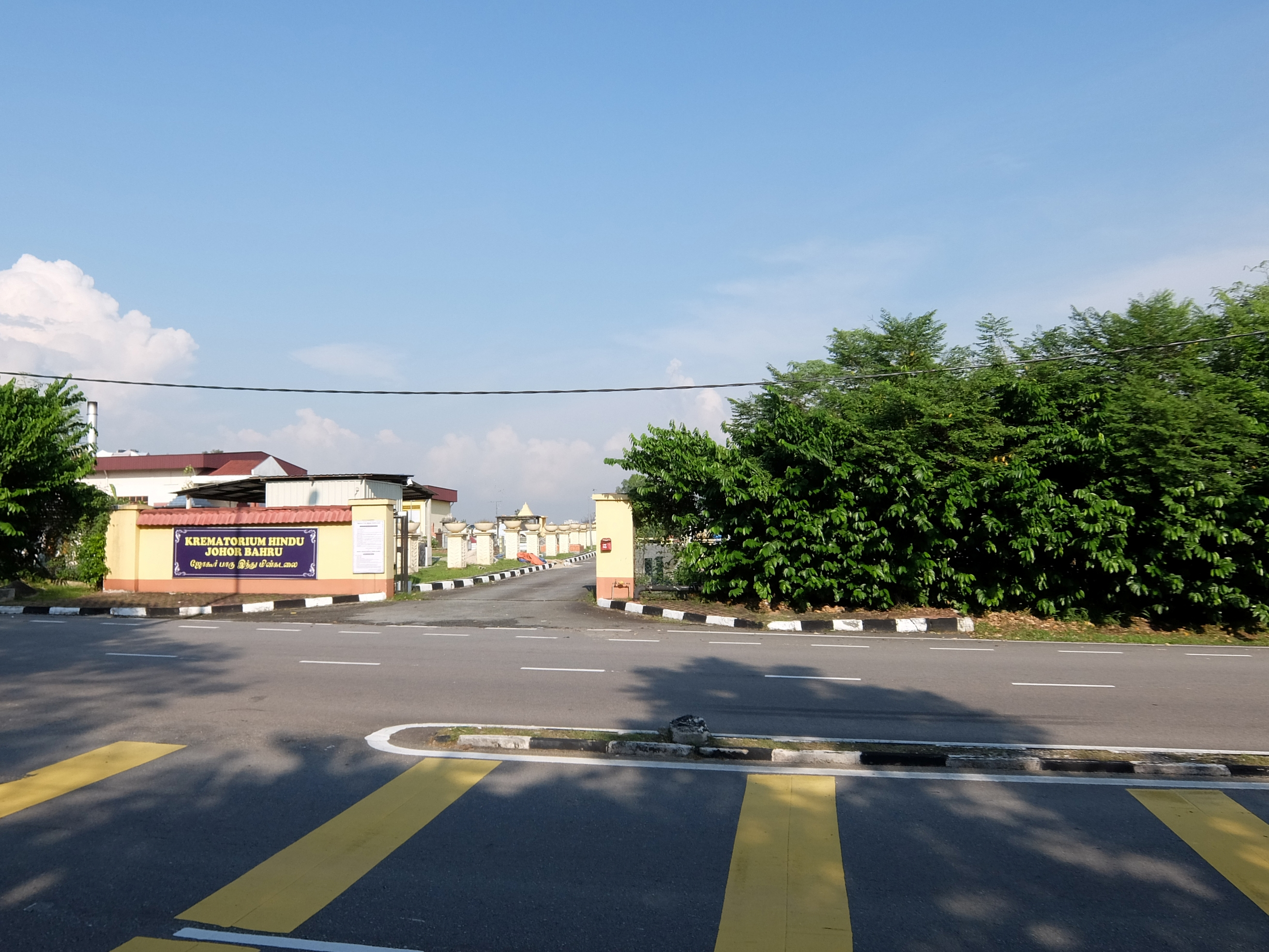
조호바루 힌두 화장터(말레이시아)

화장장(crematorium)은 시신을 화장하는 시설이다. 화장로(crematory)는 시신을 넣고 재로 만드는 기계 하나를 말한다.

## 대한민국의 화장장
대한민국에는 여러 지자체에서 설립한 화장장이 있다. 관내 거주민에게는 요금이 싸며, 장례도 일찍 치르게 해주며  관외 거주민은 이용료가 비싸며 늦게 장례를 치르게 한다. 혐오시설로 기피 대상이 되기 때문에 이웃한 도시에 화장장을 운영하는 경우 해당 도시 거주민에게도 혜택을 주기도 하고, 지자체 접경지역에 설립하는 경우 이웃 지자체 관할구역 중 화장장에 인접한 마을에게도 관내 거주민의 혜택을 주기도 한다.